# Dysonia similis
Dysonia similis är en insektsart som beskrevs av Piza Jr. och Wiendl 1967. Dysonia similis ingår i släktet Dysonia och familjen vårtbitare. Inga underarter finns listade i Catalogue of Life.